# کوه خضر نبی

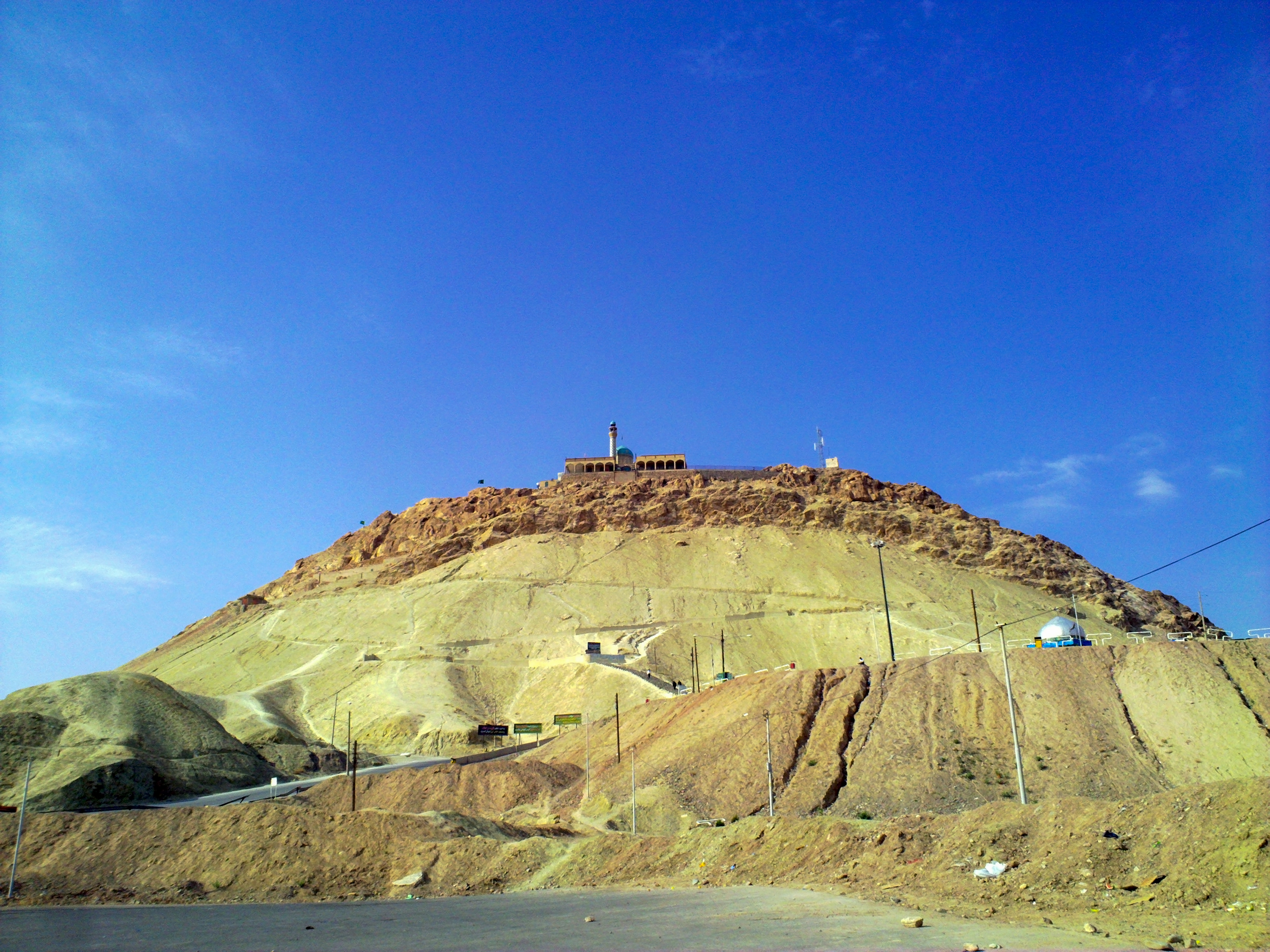
نمای کوه خضر

کوه خضر نبی در ۶ کیلومتری مرکز قم به سمت جنوب و در کنار شهرک قدس قرار دارد. شهر قم را از فراز این کوه می‌توان دید. بر قله این کوه در سه هزار سال پیش غاری بوده که امروز به مسجد کوچکی تبدیل شده‌است و گفته می‌شود که محل زیارت خضر نبی بوده‌است. این کوه در گذشته محل نیایش عارفان بوده‌است. ارتفاع کوه حدود ۱۱۱۷ متر است و در نزدیکی کوه دوبرادران (کوه نیایش) در ادامه رشته‌کوه زاگرس قرار دارد.
مسجد جمکران نیز در نزدیکی این کوه قرار دارد. کوه خضر نبی از نظر تفریحی نیز مورد توجه ساکنان قم بوده و همچنین در طراحی مسیر بالارفتن از این کوه این نکته در نظر گرفته شده‌است که هر گروه سنی چه خردسال و چه کهنسال بتواند از ان بالا رود. در دامنه این کوه چندین شهید گمنام به خاک سپرده شده‌اند.

## تاریخچه کوه خضر نبی
باستان‌شناسان اعتقاد دارند در این کوه بیش از ۳ هزار سال پیش غاری وجود داشته که احتمالاً محل نیایش و عبادت حضرت خضر نبی (ع) بوده‌است. در آن دوران قم تا به این قسمت گسترش نیافته بود و به همین دلیل کوه خضر و غار موجود در آن محلی خلوت و امن برای عبادت و نیایش بوده‌است. بعدها نیز عارفان بسیاری به این مکان برای عبادت می‌آمدند. این غار امروزه به یک مسجد کوچک تبدیل شده که زائران برای عبادت به آنجا می‌روند.

## گالری دیگر تصاویر کوه خضر

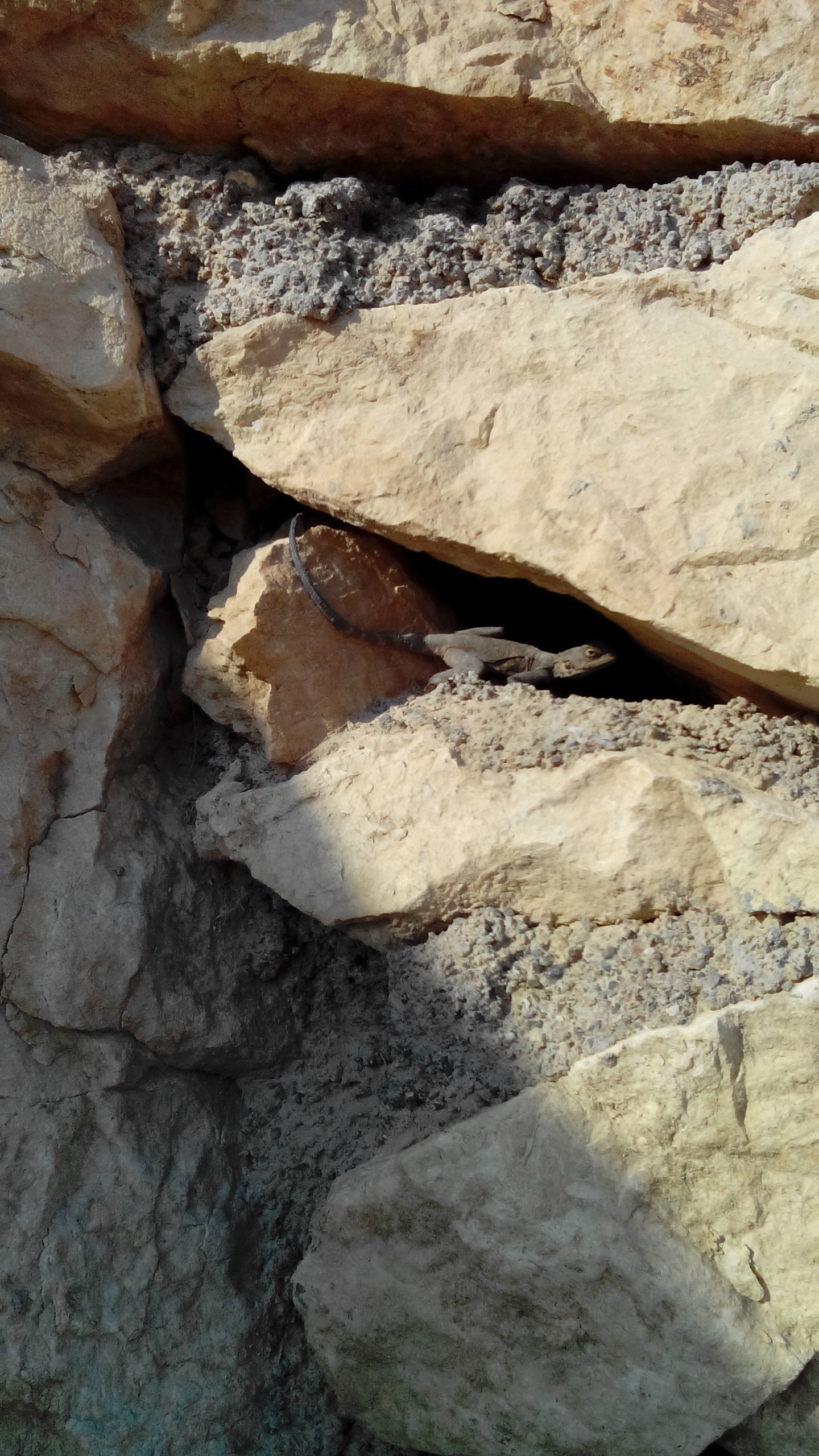

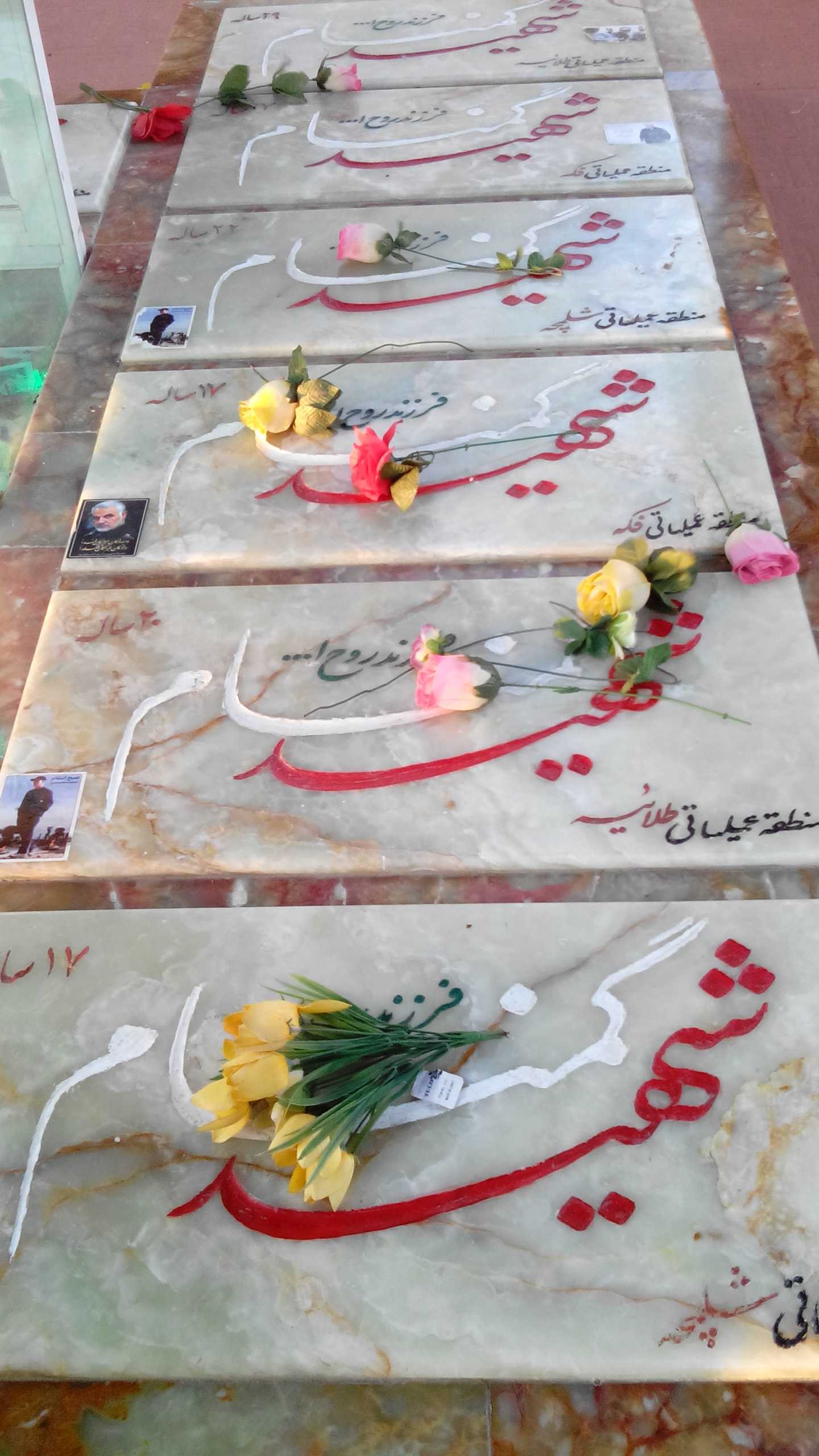

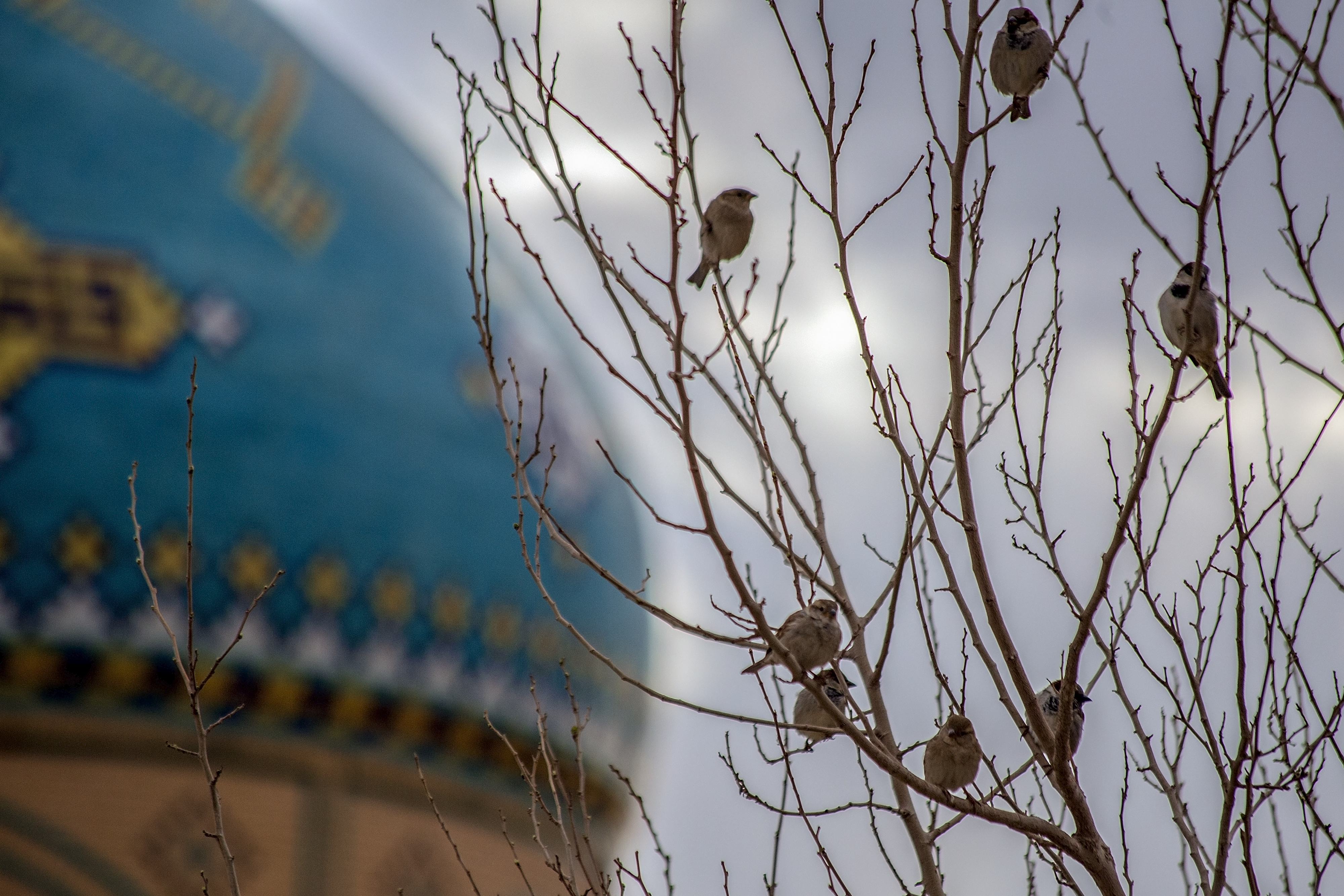
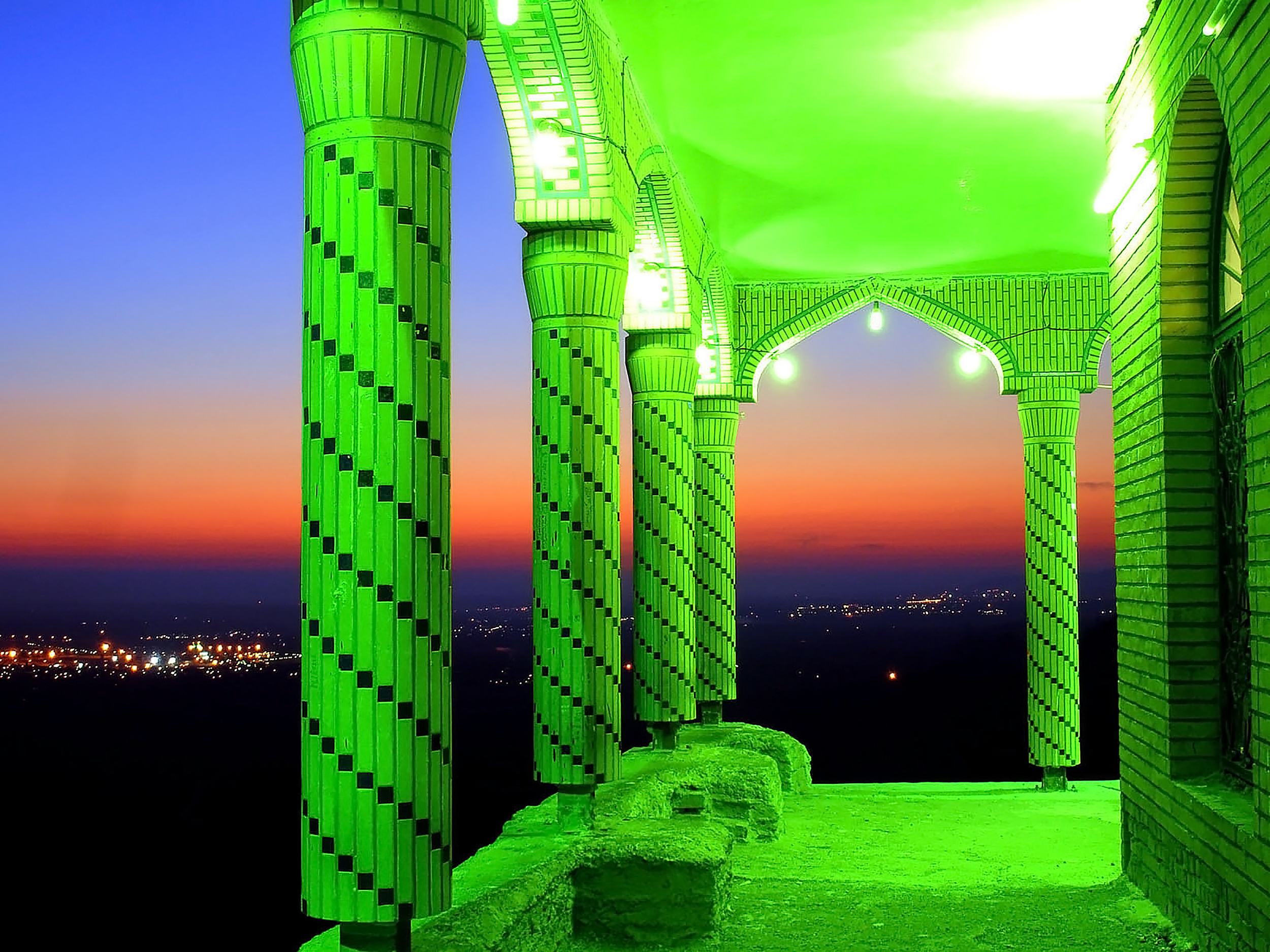
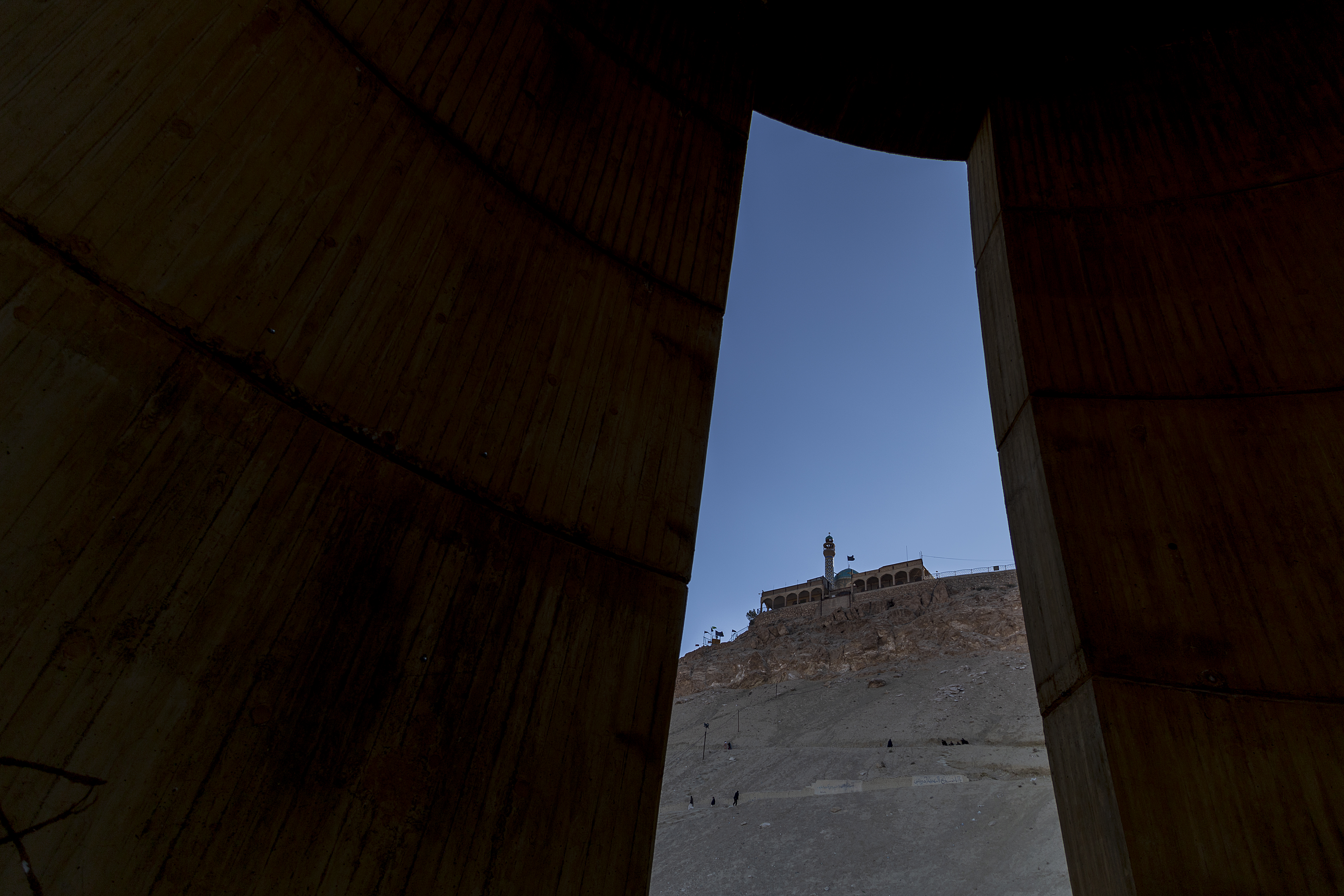
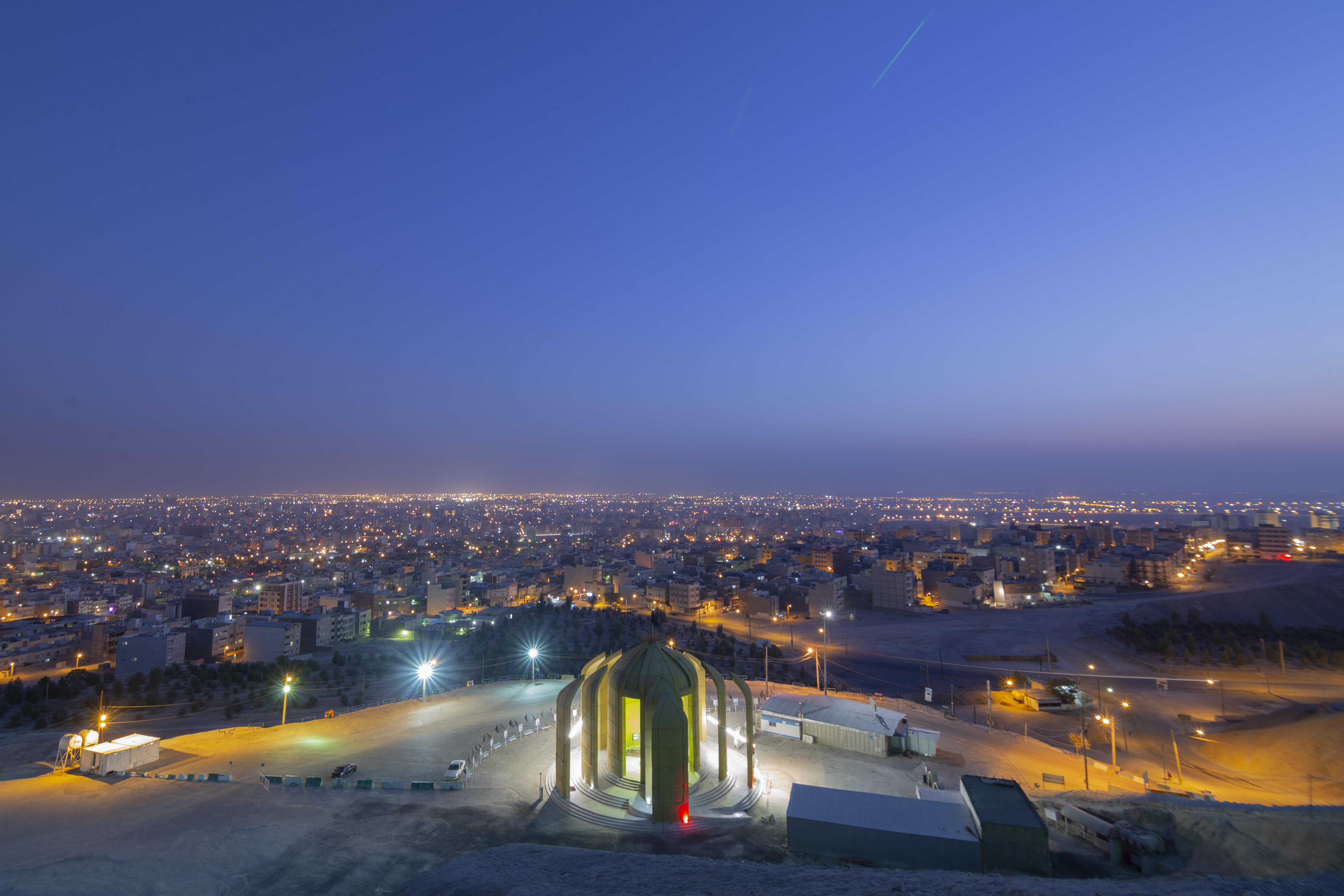